# 필코마요강

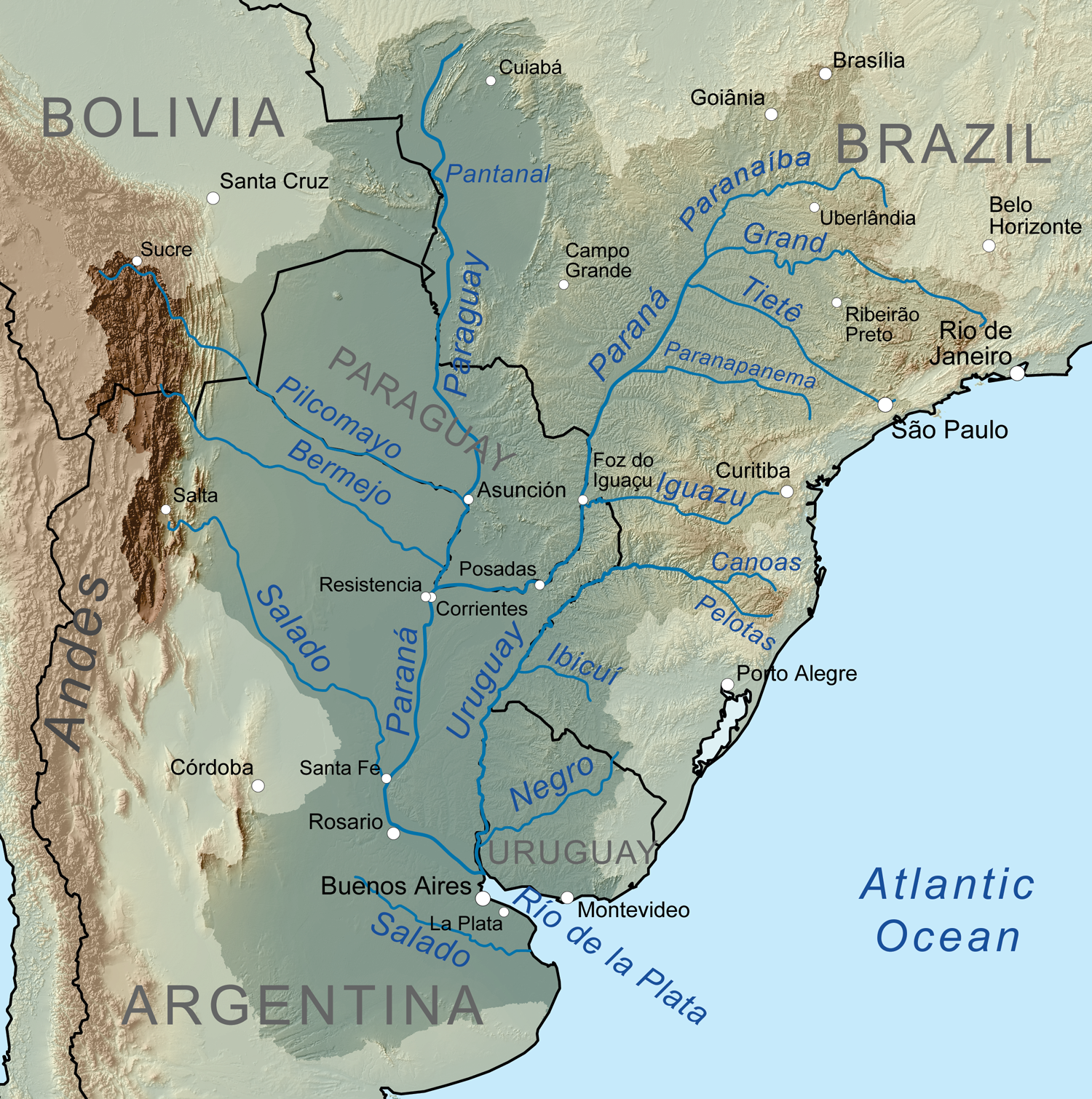
라플라타강 유역 지도: 아순시온 근처에서 필코마요강이 파라과이강에 합류한다

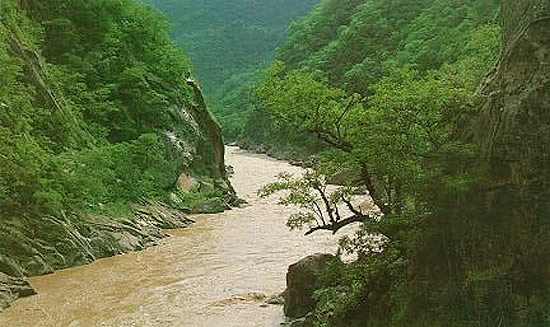
필코마요강

필코마코강(스페인어: Río Pilcomayo, 영어: Pilcomayo River, 과라니어 Ysyry Araguay [ɨsɨˈɾɨ aɾaˈɣʷaj])는 남아메리카 중부의 강이다. 길이는 2,500 km(1,600 mi)로 파라과이강의 서쪽, 즉 오른쪽 지류들 중 가장 긴 강이다. 유역 면적은 270,000 km2 (100,000 sq mi)이며 평균 유량은 200m3/s(7,100cu ft/s)이다.
필코마요강은 도중에 두 개의 북필코마요와 남필코마요의 두 분류로 나누어졌다가 다시 합쳐지는데, 두 분류가 다시 합쳐진 강은 하필코마요강(Lower Pilcomayo)이라고 한다.
필코마요강의 유역에는 약 150만 명이 살고 있는데, 볼리비아에 속한 유역에 100만 명, 아르헨티나에 속한 유역에 30만 명, 파라과이에 속한 유역에 20만 명이 살고 있다.

## 같이 보기
- 그란차코